# Rivière Blanche (Sankt-Lorenz-Strom, La Matanie)
Der Rivière Blanche (französisch für „weißer Fluss“) ist ein 38 km langer Zufluss des Ästuars des Sankt-Lorenz-Stroms in der Verwaltungsregion Bas-Saint-Laurent im Süden der kanadischen Provinz Québec.

## Flusslauf
Der Flusslauf des Rivière Blanche befindet sich in den regionalen Grafschaftsgemeinden La Matapédia und La Matanie. Der Fluss hat seinen Ursprung in dem etwa 200 m hoch gelegenen See Lac Michaud, 10,5 km westnordwestlich von Sayabec. Er wird auch von dem weiter östlich gelegenen See Lac Malcolm gespeist. Rivière Blanche fließt anfangs etwa 10 km nach Norden und wendet sich anschließend allmählich nach Nordosten. 12,5 km oberhalb der Mündung trifft der Rivière Blanche Sud von Süden kommend auf den Rivière Blanche. Bei Flusskilometer 7 biegt der Fluss in Richtung Nordnordwest ab und mündet schließlich bei Saint-Ulric in die breite Mündungsbucht des Sankt-Lorenz-Stroms. Bei Flusskilometer 3,5 überspannt die gedeckte Brücke Pont Pierre-Carrier (⊙) den Fluss. 260 m oberhalb der Mündung überquert die Route 132 den Rivière Blanche. Das Einzugsgebiet umfasst eine Fläche von 229 km². Nördlich vom Unterlauf fließt der Petite rivière Blanche zum Sankt-Lorenz-Strom. Im Westen grenzt das Einzugsgebiet des Rivière Blanche an das des Rivière Tartigou.

## Hydrometrie
5,7 km oberhalb der Mündung des Rivière Blanche befindet sich der Abflusspegel 02QB005 (⊙). Der gemessene mittlere Abfluss (MQ) an dieser Stelle liegt bei 4,38 m³/s. Das zugehörige Einzugsgebiet beträgt 208 km².
Im folgenden Schaubild werden die mittleren monatlichen Abflüsse des Rivière Blanche am Pegel 02QB005 für den Messzeitraum 1967–2021 in m³/s dargestellt.

## Rivière Blanche Sud
Der Rivière Blanche Sud ist der wichtigste Nebenfluss des Rivière Blanche. Der 21 km lange Fluss hat seinen Ursprung in dem Lac de la Rivière Blanche 4 km nördlich des Lac Matapédia. Er fließt in überwiegend nördlicher Richtung. Bei Flusskilometer 8,5 befindet sich die Grotte des Fées (⊙), ein kleinerer Wasserfall und Ausflugsziel am Flusslauf.